# クレリゴス教会
座標: 北緯41度08分44秒 西経8度36分53秒 / 北緯41.14556度 西経8.61472度

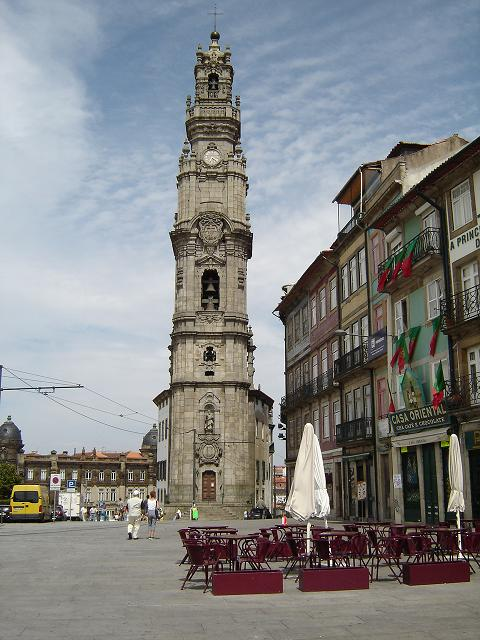
クレリゴスの塔

クレリゴス教会 （Igreja dos Clérigos）は、ポルトガル・ポルトにあるバロック様式の教会。鐘塔は『クレリゴスの塔』（Torre dos Clérigos）と呼ばれ、ポルト市内各所から眺められる、市の象徴となっている
教会は、18世紀にポルトガル北部で優れた作品を残したイタリア人芸術家ニッコロ・ナッソーニが、クレリゴスの修道士らの依頼で建てたものである。

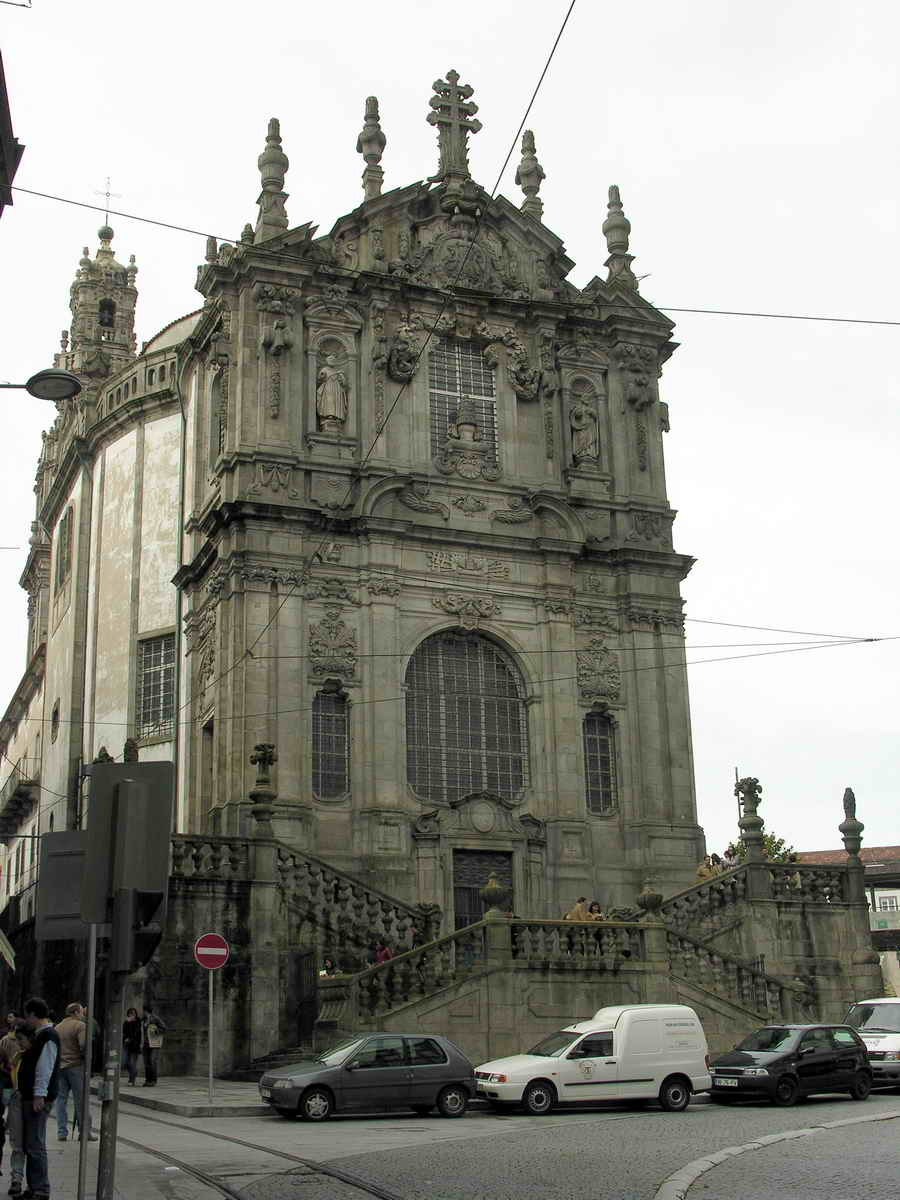
ファサード

教会の建設は1732年に始まり、1750年に完成した。長く後世に残る、教会前面の分割された階段は、1750年代に完成した。教会のメイン・ファサードは、バロックの花輪模様や貝のモチーフで密に装飾され、ペディメントが打ち込まれた。これは、17世紀初頭のローマ建築様式を元としている。窓上の中央帯状装飾は、典礼と香立ての象徴である。側面のファサードは、教会歩廊の楕円形平面図をほとんど見せている。
クレリゴス教会は、典型的なバロックの楕円平面図を採用したポルトガル国内最初の教会だった。多彩色の大理石製である主礼拝堂の祭壇は、マヌエル・ドス・サントス・ポルトの手によるものである。
教会の人目を引く塔は教会建物の後方に立つ。1754年から1763年までかけ建てられた。バロック装飾は、設計そのものがトスカーナ地方のカンパニエーレ（フリースタイルの鐘塔）に触発され、ローマ・バロック様式からの影響を見せる。塔の高さは75.6メートルあり、市を見下ろしている。 6階の頂上に上がるまで225段の階段がある。この大きな建築物は市の象徴となった。
ポルトで、ニッコロ・ナッソーニはミゼリコルディア教会、大司教宮殿、ポルト大聖堂の側面ロッジアなどの建設を完成させたとされている。彼はクレリゴス修道会に入信し、自身の要望でクレリゴス教会の墓地に葬られた。

## 周辺
- レロ書店 - 「世界で最も美しい本屋」と称される[2]。1906年創業[3]。